# Jens van Son
Jens van Son (Valkenswaard, 19 augustus 1987) is een voormalig Nederlandse voetballer die als verdediger en middenvelder uit de voeten kon.

## Loopbaan
Van Son speelde bij de amateurclubs De Valk en BES. Hij debuteerde in het seizoen 2007/08 in het betaald voetbal in het shirt van FC Eindhoven, op dat moment actief in de Eerste divisie. In het seizoen 2011-2012 was hij aanvoerder van de club. Na meer dan honderd competitiewedstrijden voor FC Eindhoven, tekende Van Son in 2012 voor twee seizoenen bij Sparta Rotterdam, dan eveneens spelend in de Eerste divisie. Een jaar later keerde hij niettemin terug naar FC Eindhoven, waar hij opnieuw aanvoerder werd. Hij speelde nog twee jaar voor FC Eindhoven, waarna hij in juni 2015 tot medio 2018 tekende bij Roda JC Kerkrade. Dat was op dat moment net gepromoveerd naar de Eredivisie, een nieuw terrein voor Van Son. De club lijfde hem transfervrij in. In januari 2016 werd hij tot het einde van het seizoen verhuurd aan Fortuna Sittard. Hij tekende in juni 2017 een contract bij FC Den Bosch. Dat lijfde hem transfervrij in nadat Roda JC Kerkrade zijn verbintenis ontbond. Medio 2020 sloot hij aan bij FC Eindhoven. In de zomer van 2022 sloot hij zijn profcarrière af.

## Clubstatistieken
| Seizoen | Club              | Competitie     | Duels | Goals |
| ------- | ----------------- | -------------- | ----- | ----- |
| 2006/07 | FC Eindhoven      | Eerste divisie | 0     | 0     |
| 2007/08 | FC Eindhoven      | Eerste divisie | 21    | 0     |
| 2008/09 | FC Eindhoven      | Eerste divisie | 9     | 0     |
| 2009/10 | FC Eindhoven      | Eerste divisie | 24    | 0     |
| 2010/11 | FC Eindhoven      | Eerste divisie | 28    | 3     |
| 2011/12 | FC Eindhoven      | Eerste divisie | 30    | 3     |
| 2012/13 | Sparta Rotterdam  | Eerste divisie | 20    | 0     |
| 2013/14 | FC Eindhoven      | Eerste divisie | 33    | 9     |
| 2014/15 | FC Eindhoven      | Eerste divisie | 36    | 5     |
| 2015/16 | Roda JC Kerkrade  | Eredivisie     | 11    | 0     |
| 2015/16 | → Fortuna Sittard | Eerste divisie | 13    | 2     |
| 2016/17 | Roda JC Kerkrade  | Eredivisie     | 0     | 0     |
| 2017/18 | FC Den Bosch      | Eerste divisie | 30    | 0     |
| 2018/19 | FC Den Bosch      | Eerste divisie | 3     | 0     |
| 2019/20 | FC Den Bosch      | Eerste divisie | 16    | 1     |
| 2020/21 | FC Eindhoven      | Eerste divisie | 32    | 0     |
| Totaal  | Totaal            |                | 306   | 23    |